# マリー・ガラント空港
マリー＝ガラント空港（マリー＝ガラントくうこう、英: Marie-Galante Airport）は、フランスの海外県グアドループのマリー・ガラント島にある空港。グラン＝ブール市街地から東に約5.5km離れたところに位置している。

## 就航路線
エア・カライベスが、ポワンタピートルとの間に航路を運航している。